# Conducteur de chien de garde ou de défense
Le conducteur de chien de garde ou de défense est un agent de sécurité qui doit s'attacher à constituer une véritable équipe homme-chien dans le cadre de ses missions de prévention et de surveillance. 

## Description
Son travail consiste à assurer la protection des biens et/ou des personnes sur un secteur géographique déterminé en utilisant ses qualités professionnelles combinées avec les compétences cynotechniques de son chien. L'action du chien, exclusivement préventive et dissuasive, apporte également un aspect sécurisant pour le conducteur effectuant des rondes, des interventions, des interpellations avec éventuellement garde d'un individu suspect. Le chien est l'auxiliaire du conducteur dans l'exercice de ses missions.